# 昂热主校站
昂热主校站是法国的一个铁路车站，位于法国西部城市昂热。

## 位置
昂热主校站位于昂热市区的东部，距离昂热圣洛站以东大约2公里。车站大致呈东西走向，开口朝北。

## 概况
昂热主校站是一个无人看守的乘降所，没有任何售票窗口或自动售票机，仅有一处小型的避雨棚，内有纸质列车时刻表。站内设有一处人行天桥，可前往下行方向的站台。
昂热主校站仅供少量"勒芒—昂热"线路的管内列车（TER）停靠，前往其它方向的乘客需前往昂热圣洛站乘车。

## 停靠线路
以下列车线路在昂热主校站停靠：
| 昂热主校站列车线路表       |              |                   |        |              |
| 线路                       | 车种         | 上一站            | 下一站 | 大致运行频率 |
| 勒芒/萨尔特河畔萨布雷—昂热 | 法国大区列车 | 蒂耶尔塞/埃库夫朗 | 昂热   | 每天1~3趟    |
| 1.                         |              |                   |        |              |

## 配套交通

### 城际客运
昂热主校站暂无对应的大巴车上下车地点。

### 市内交通
距离昂热主校站最近的公交车站为"Gardot"，位于车站北侧大约150米，出站后通过左前方的狄德罗街（Rue Diderot）步行可前往。停靠该站的公交线路包括昂热公交1路和12路。

## 临近车站
| 昂热主校站（Gare d'Angers-Maître-École）                       |                |            |
| 上行车站                                                       | 线路           | 下行车站   |
| 埃库夫朗站                                                     | 勒芒－昂热铁路 | 昂热圣洛站 |
| - 注：灰色字体为非本线车站或路段；本表仅显示运营中的线路及车站 |                |            |